# Зірочки українські
Зірочки українські (Gagea ucrainica) — рослина родини лілійні — Liliaceae.

## Будова
Невелика трав'яниста рослина, ніжніша й тонша, ніж зірочки жовті та зірочки маленькі, з тонкими шилувато-лінійними листками.
Звичайно росте невеликими групками, схожими на густі щіточки. Квітки блідо-жовті, по кілька на квітконосних стеблах.

## Ареал
Зірочки — звичайні рослини в широколистяних лісах, серед чагарникових заростей, у ярах. Зірочки українські є ендеміком України.